# 十五稅一
十五税一是汉朝初年朝廷向土地所有者征收土地税的一种税率，即每亩征收常年收获物的十五分之一。這一稅率從漢高祖時期開始實施，实行不久稅率又有所增加。漢惠帝即位後又恢复十五税一。漢文帝时，多次下詔减免田租。漢景帝二年（前155），朝廷將土地稅從十五税一下調至三十税一。